# 奇斯托皮利亞 (卡霍夫卡區)
47°17′30″N 34°11′56″E / 47.29167°N 34.19889°E

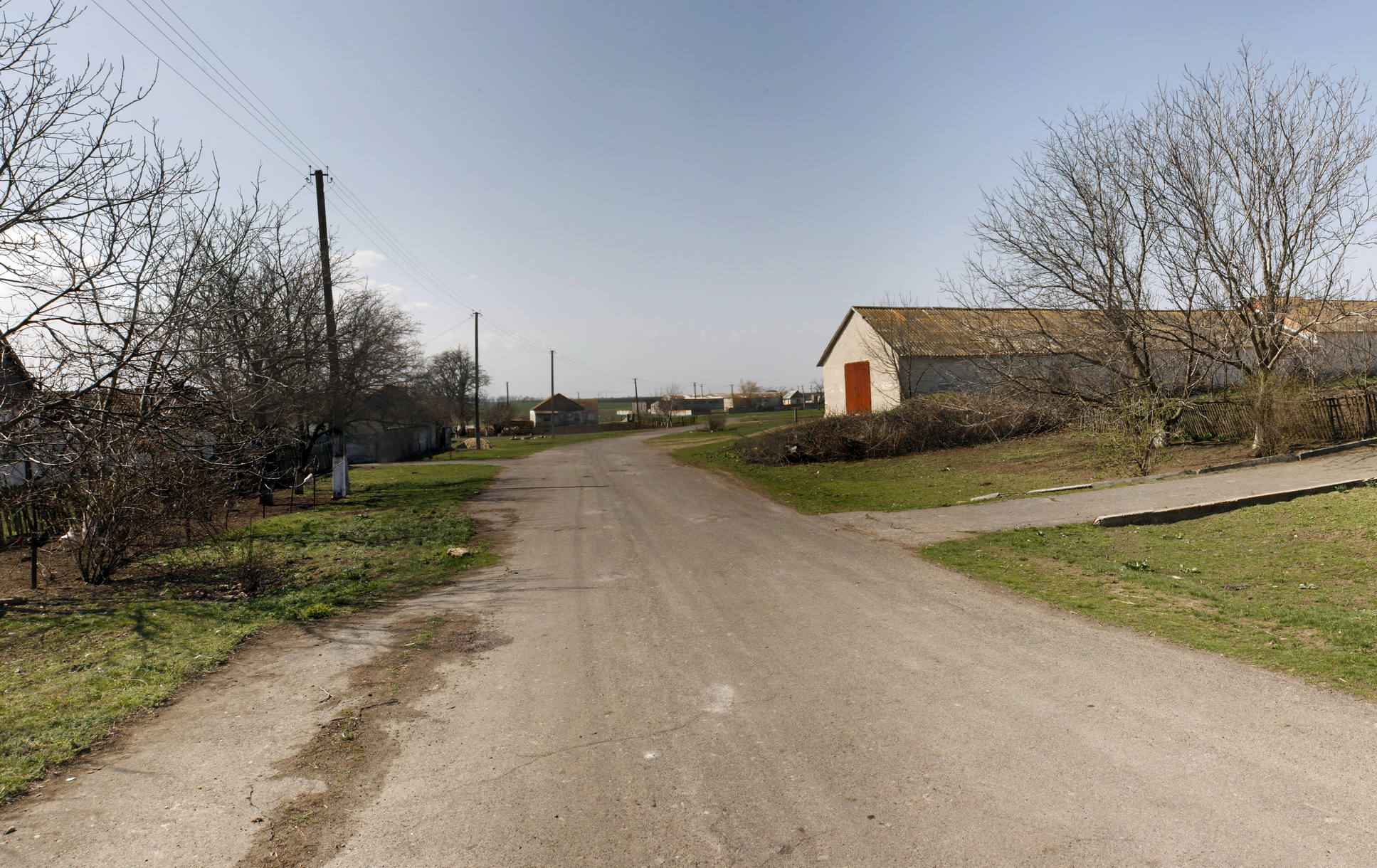
村景

奇斯托皮利亞（烏克蘭語：Чистопілля）是位於烏克蘭南部的村莊，由赫爾松州卡霍夫卡區的上羅哈奇克市鎮負責管轄。該村始建於1929年，面積0.64平方公里，海拔高度61米，2001年人口529，人口密度每平方公里827.9人。